# バイキング・スタディオン
バイキング・スタディオン（Viking Stadion）は、ノルウェー・スタヴァンゲルにあるサッカー専用スタジアム。2004年に開場し、バイキングFKがホームスタジアムとして使用している。また、2018年より命名権を売却し、SRバンク・アレーナとも呼ばれている。

## 概要
2004年5月、バイキングFKのスタヴァンゲル・スタディオンに代わる新しいホームスタジアムとして開場した。都市計画の一部として建設されたため、スタジアム周囲には遊歩道や公園が整備され、スタジアム北側にはクラブハウスやショッピングモールが併設されるなど複合型スポーツ施設としての一面を持つ。
2018年4月5日、国内の金融機関であるスペアバンク社がスタジアムの命名権を購入し、SRバンク・アレーナ（SR-Bank Arena）と命名された。

## 開催された主な試合
- 国際Aマッチ

| 日付          | ホームチーム | 結果 | アウェーチーム   | ラウンド |
| ------------- | ------------ | ---- | ---------------- | -------- |
| 2014年8月27日 | ノルウェー   | 0-0  | アラブ首長国連邦 | 親善試合 |

- 国際Aマッチ（女子）

| 日付           | ホームチーム | 結果 | アウェーチーム | ラウンド                        |
| -------------- | ------------ | ---- | -------------- | ------------------------------- |
| 2007年10月27日 | ノルウェー   | 3-0  | ロシア         | UEFA欧州女子選手権2009          |
| 2008年5月7日   | ノルウェー   | 2-1  | ポーランド     | UEFA欧州女子選手権2009          |
| 2018年6月12日  | ノルウェー   | 1-0  | アイルランド   | 2019 FIFA女子ワールドカップ予選 |

## ギャラリー

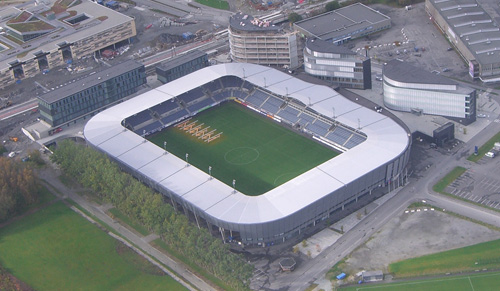
2006年のスタジアム
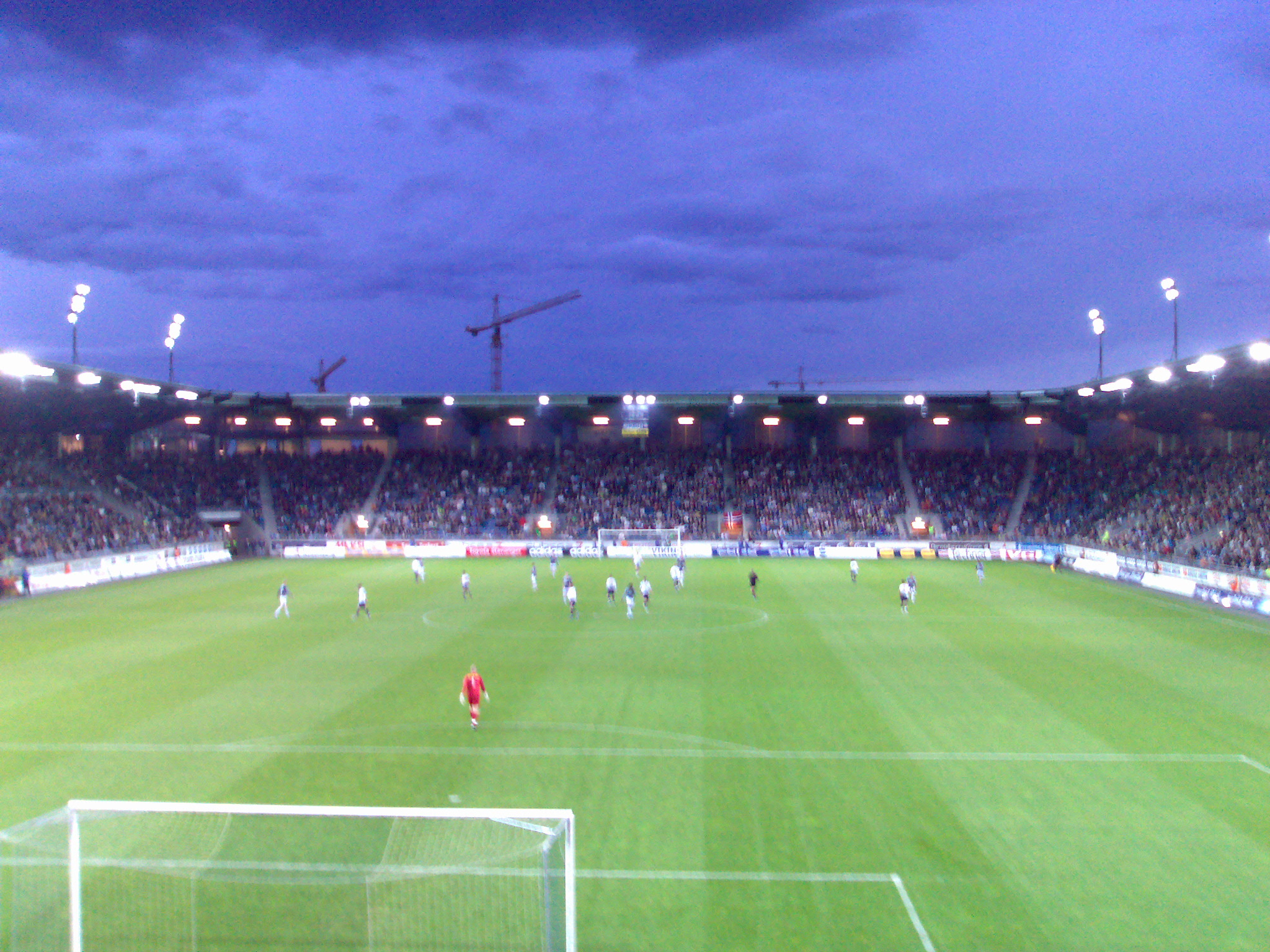
2007年の内観
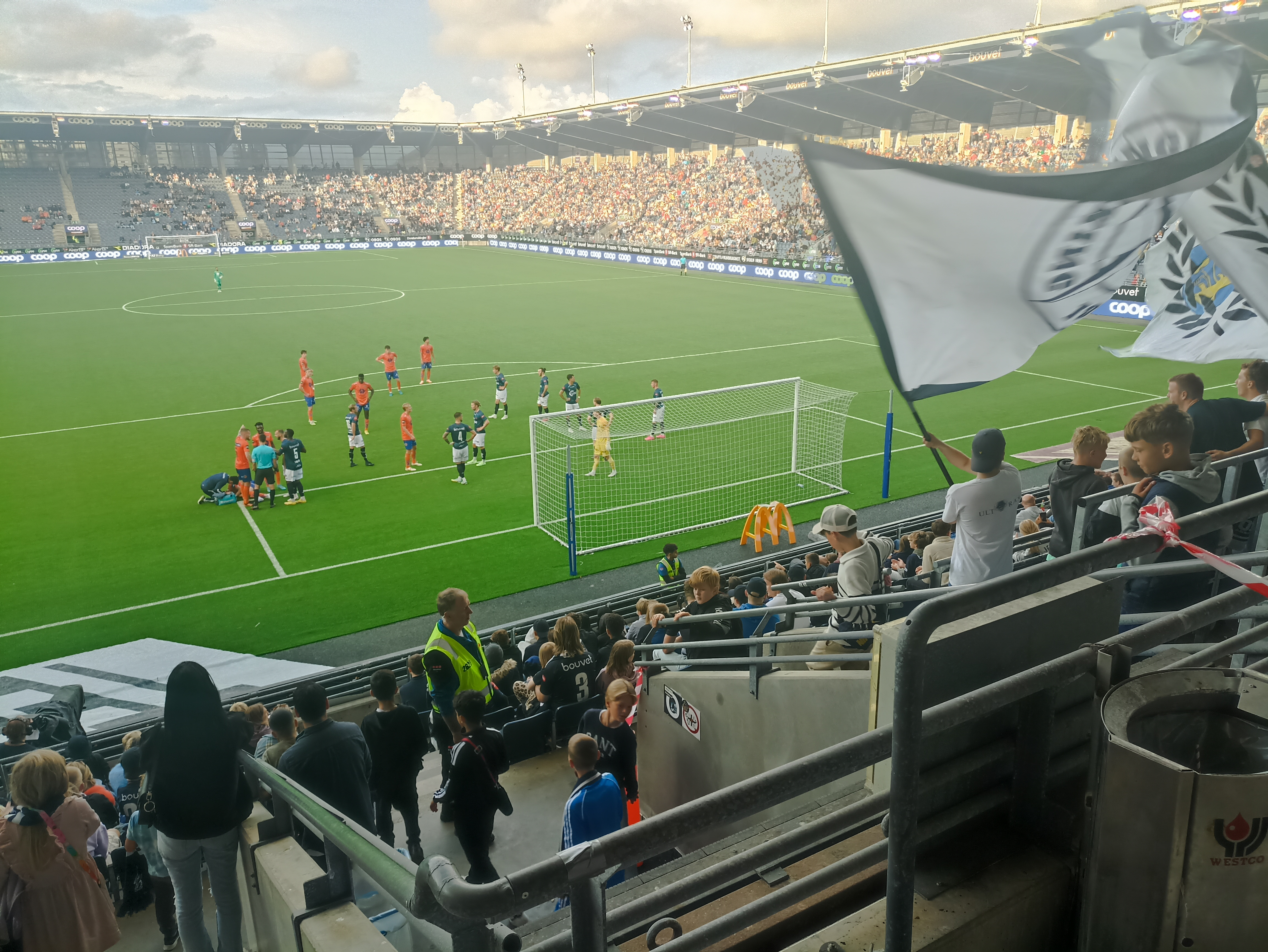
2023年の内観